# Казикумухское Койсу
Казикумухское Койсу — река в России (Дагестан), правый приток Каракойсу. Протекает по территории Лакского, Левашинского и Гергебильского районов.
Средний расход воды — 13,0 м³/с. Высота устья — 650 м над уровнем моря. Высота истока — 3200 м над уровнем моря. Уклон реки — 31,5 м/км.

## География
Река Казикумухское Койсу берёт начало из ледника на северном склоне хребта Дюльты-Даг и впадает с правого берега в реку Каракойсу на 10-м километре от её устья (в с. Гергебиль).
Длина реки 81 км, общее падение 2550 м, площадь водосбора 1850 км², средняя его высота 1990 м. Значительная часть бассейна (около 30 %) лежит в высокогорной области Кавказа (на высотах более 2500 м). Площадь оледенения в бассейне реки составляет 6 км².

## Топонимия
Название «койсу» получило от тюркского (кумыкского) «къой сув» — овечья вода. До середины XX-го века название «Къойсу» носила река Сулак.

## Гидрология

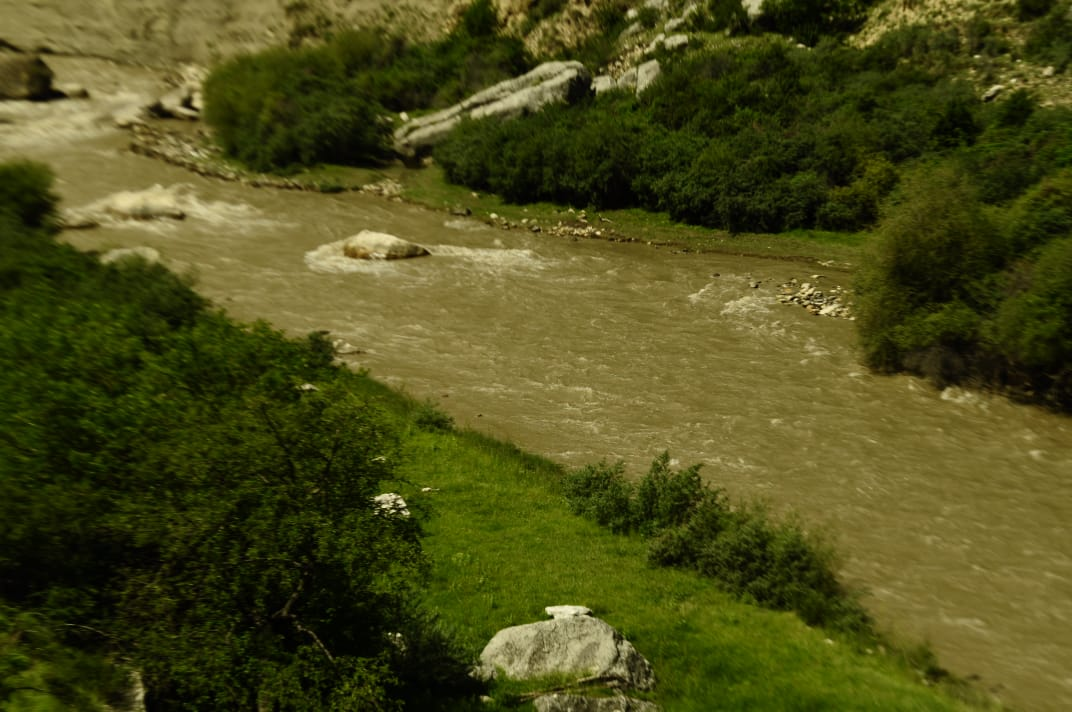
Казикумухское Койсу

В питании реки участвуют дождевые осадки, подземные и талые воды. Основными фазами режима реки являются весенне-летнее половодье и зимняя межень. В осенние месяцы часто наблюдаются дождевые паводки.
Распределение стока внутри года крайне не равномерно. Большая часть его приходит в летне-осенние месяцы, в период зимней межени река приносит лишь только 5-6 % годового объёма стока.

## Притоки
Наиболее крупными притоками являются: р. Арцалинех (длина 18 км), р. Хунних (длина 46 км), р. Акуша (длина 43 км). Густота речной сети 0,87 км/км².

## Изучение реки и водохозяйственное значение
Режим реки изучается на 2 постах: у с. Кумух и Гергебиль.
Река имеет важное водохозяйственное значение. Она используется для водоснабжения и орошения прилегающих сел и полей. В разные годы на реке действовали малые ГЭС у сёл Кумух, Унчукатль, Куба, Цудахар и Ташкапур.